# Celosa (vals)
«Celosa» es un vals del compositor y letrista argentino Pablo Rodríguez, marido de la cantante argentina Mercedes Simone, la primera intérprete de este tema; ella lo grabó en Argentina en 1931. Simone lo popularizó en México en una de sus exitosas giras por aquel país.
La segunda cantante que popularizó este vals fue la estadounidense Eva Garza, quien lo grabó tres veces: la primera con una orquesta en 1937 para Decca Records; la segunda en 1946, que fue todo un éxito para Discos Columbia; y la tercera con el Mariachi Jalisciense de Rubén Fuentes en 1954, que fue una regrabación para Discos Columbia.
Este vals también es muy conocido gracias al gran éxito de la versión de Flor Silvestre, quien lo grabó con el Mariachi México de Pepe Villa en 1966 para Discos Musart. Flor Silvestre lo cantó con conjunto norteño en la película El ojo de vidrio en 1967. La grabación de Flor Silvestre se editó en disco sencillo, en disco de doble duración y en el disco de larga duración Celosa con Flor Silvestre y otros éxitos (1966). El disco sencillo escaló listas de popularidad como Mexico's Best Sellers de Cashbox y Latin American Single Hit Parade de Record World, mientras que el disco de larga duración escaló la lista Latin American LP Hit Parade de Record World. Flor Silvestre grabó una segunda versión con tambora en 1989.